# Emily Azevedo
Pour les articles homonymes, voir Azevedo.
Emily Azevedo, née le 28 avril 1983 à Chico, est une pilote de bobsleigh américaine.

## Carrière
Après avoir commencé sa carrière sportive dans l'athlétisme en tant que spécialiste du 100 m haies, elle s'est dirigé vers le bobsleigh durant la saison 2006-2007. Elle finit cinquième en bob à deux aux Jeux olympiques de Vancouver en 2010 puis devient championne du monde par équipes mixtes à Lake Placid en 2012. En 2012/2013, elle atteint son premier podium de Coupe du monde à La Plagne. 

## Palmarès

### Jeux olympiques d'hiver
- 5e en bob à deux aux Jeux olympiques d'hiver de 2010 à Vancouver.

### Championnats du monde
- Médaille d'or en équipe mixte aux Championnats du monde de la FIBT 2012.
- Médaille d'argent en équipe mixte aux Championnats du monde de la FIBT 2007.
- Médaille de bronze en équipe mixte aux Championnats du monde de la FIBT 2008.

### Coupe du monde
- 1 podium : 
  - en bob à 2 : 1 deuxième place.
- 1 podium en équipe mixte : 1 troisième place.